# Часник скіфський
Часни́к скі́фський або цибу́ля скі́фська  (Allium scythicum) — багаторічна рослина родини цибулевих із нез'ясованим таксономічним статусом. Вузький ендемік, занесений до Червоної книги України та Європейського Червоного списку. Перспективна декоративна та харчова культура.

## Опис
Трав'яниста рослина заввишки 30–70 см, геофіт. Цибулини яйцеподібні, з майже шкірястими, бурими покривними лусками. Молоді цибулинки ясно-коричневі, з тонкими поздовжніми зморшками. Стебла прямостоячі, порожнисті, тонко-борозенчасті, вкриті на 2/5 своєї висоти піхвами стеблових листків. Загалом листків 3–4 штуки, вони напівциліндричні, зверху жолобчасті, 1–2 мм завширшки.
Суцвіття — багатоквітковий зонтик, вкритий дводільним покривалом, коротшим від самого суцвіття. При основі зонтика розташовані зменшені тичинкові квітки на коротких квітконіжках. Листочки оцвітини кремового кольору, іноді з бузковим відтінком.

## Екологія та поширення
Рослина світлолюбна, помірно посухостійка. Типовими оселищами цибулі скіфської є солонцюваті степові поди, хлоридні солончаки та важкосуглинисті лучні солонці. Такі ж ценотичні умови притаманні й цибулі Регеля, з якою цей вид утворює змішані популяції. Обидва види входять до складу рослинного угруповання союзу Limonio-Festucion порядку FestucoLimonietalia класу Festuco-Limonietea.
Розмножується насінням і вегетативно — поділом цибулин. Квітне у червні-липні, плодоносить у липні-серпні.
Цибуля скіфська належить до ендеміків України, які ніде більше в світі не зростають. Ареал виду надзвичайно вузький і охоплює лише невеликі ділянки у Голопристанському та Чаплинському районах Херсонської області. Наявні популяції відокремлені та нечисельні, їх стан вивчений недостатньо.

## Значення і статус виду
Як унікальний представник флори України цибуля скіфська становить велику наукову цінність, через що її було занесено до Червоної книги України зі статусом «Вразливий», а також до Європейського Червоного списку.
Достеменно відомо, що ареал виду та його чисельність скорочуються. Так, осередки, описані у першій половині XIX сторіччя у подах Джамбек і Солоний на теренах біосферного заповідника «Асканія-Нова» були розорані, внаслідок чого ці популяції були винищені. Нова знахідка цибулі скіфської була здійснена у 1998 році на ділянці «Ягорлицький кут» у Чорноморському біосферному заповіднику, втім і цей осередок знаходиться у вкрай загрозливому стані. Зокрема, найбільша чисельність рослин тут була зафіксована у 2003 році і становила 59 особин. Станом на 2016 рік Чорноморський біосферний заповідник залишається єдиною установою, де здійснюється охорона виду.
Істотну загрозу для цибулі скіфської становить порушення місць зростання (особливо розорювання степових ділянок), збирання рослин, викопування. Дієвими заходами охорони могли б стати додаткові дослідження у природі та вирощування у ботанічних садах. В перспективі цибулю скіфську можна вирощувати як харчову і декоративну рослину, вона може стати цінним селекційним матеріалом для схрещування із цибулею городньою, цибулею-трибулькою, цибулею пір, батуном, часником.

## Систематика
Таксономічний статус виду остаточно не встановлено. Оскільки первинні популяції були описані у тих же місцях, де зростає цибуля Регеля, це дало підставу деяким дослідникам вважати цибулю скіфську синонімом цибулі Регеля — Allium regelianum A.K.Becker. Разом з тим, за усним повідомленням В. Мельника (2010 р.) видовий статус цибулі скіфської є дійсним.